# Albert Poelaert
Jacques Eugène Albert Poelaert (Brussel, 16 juli 1859 – 20 januari 1925) was een Belgisch senator.

## Biografie
Albert Poelaert was een van de zes kinderen van Constant Poelaert (1827-1898), advocaat bij het hof van beroep in Brussel, en Ernestine Jacobs (1835-1882). Hij was een neef van architect Joseph Poelaert en een schoonbroer van Charles Janssen, advocaat bij het hof van beroep in Brussel, gedeputeerde van Brabant en schepen van Brussel.
Hij trouwde in 1887 in Londen met Irma Vermeulen (1861-1943), dochter van notaris Adrien Vermeulen, die eerst met Ernest Hanssens (1859-1918) getrouwd was. Het huwelijk bleef kinderloos.

### Loopbaan
Poelaert werd advocaat en notaris. In 1912 werd hij gemeenteraadslid van Brussel, tot in 1921. In 1912 werd hij verkozen tot senator voor het arrondissement Brussel en vervulde dit mandaat tot in 1925.